# Modernismo

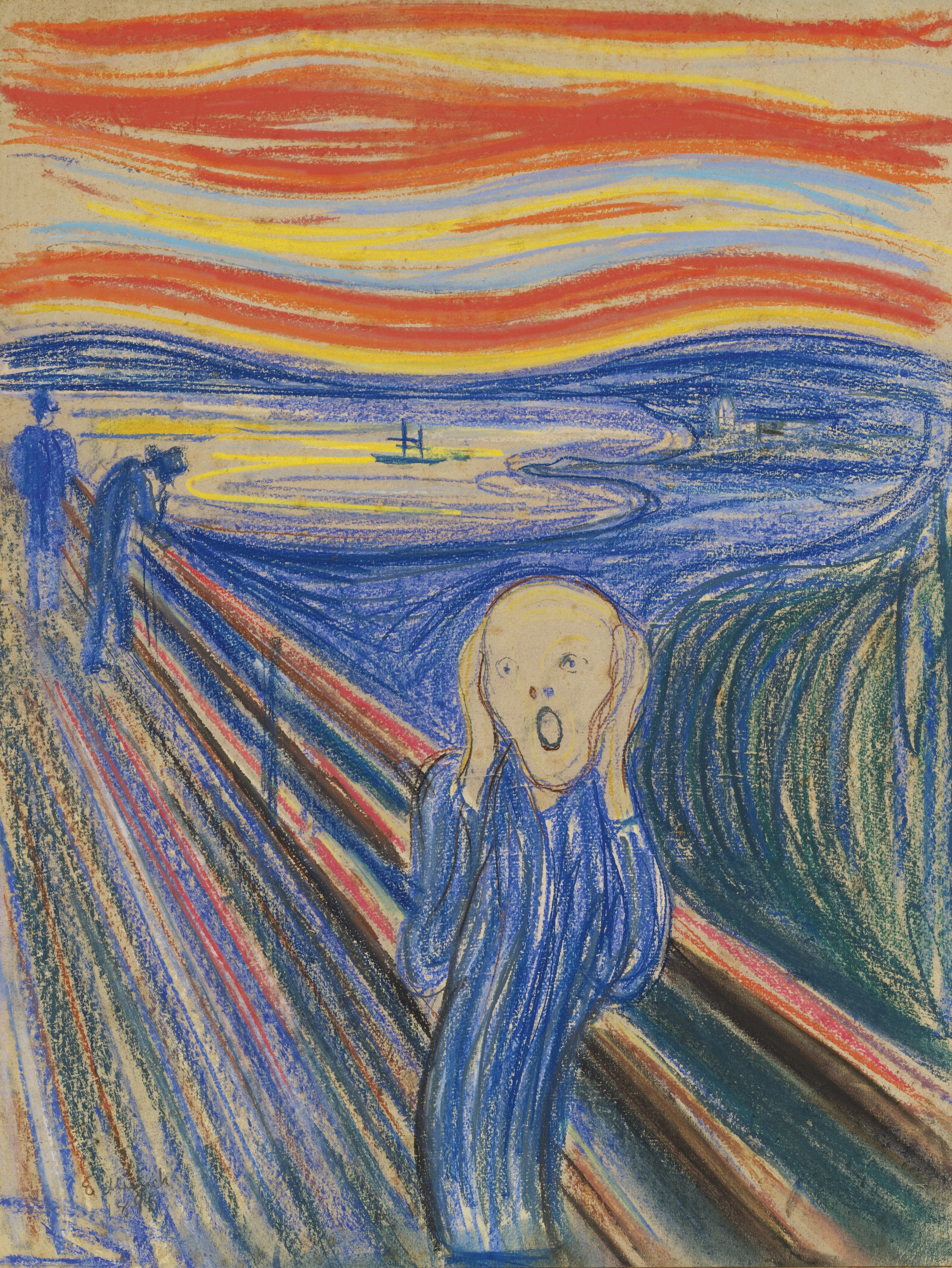
O Grito. de Edvard Munch.

Chama-se genericamente modernismo (ou movimento modernista) ao conjunto de movimentos culturais, escolas e estilos que permearam as artes e o design da primeira metade do século XX. Apesar de ser possível encontrar pontos de convergência entre os vários movimentos, eles em geral se diferenciam e até mesmo se antagonizam.
Encaixam-se nesta classificação, dentre outros campos culturais, a literatura, a arquitetura, o design, a pintura, a escultura, o teatro e a música moderna.
O movimento modernista baseou-se na ideia de que as formas "tradicionais" das artes plásticas, literatura, design, organização social e da vida cotidiana tornaram-se ultrapassadas, e que se fazia fundamental deixá-las de lado e criar no lugar uma nova cultura. A busca pela novidade nas formas e a insubordinação contra as autoridades instituídas podem ser consideradas características comuns aos diversos artistas. Esta constatação apoiou a ideia de reexaminar cada aspecto da existência, do comércio à filosofia, com o objetivo de achar o que seriam as "marcas antigas" e substituí-las por novas formas, e possivelmente melhores, de se chegar ao "progresso". Em essência, o movimento moderno argumentava que as novas realidades do século XX eram permanentes e eminentes, e que as pessoas deveriam se adaptar a suas visões de mundo a fim de aceitar que o que era novo era também bom e belo.
A palavra moderno também é utilizada em contraponto ao que é ultrapassado. Neste sentido, ela é sinónimo de contemporâneo, embora, do ponto de vista histórico-cultural, moderno e contemporâneo abranjam contextos bastante diversos.

## História do modernismo

### Origem do modernismo
"Modernismo" foi um termo utilizado a partir de meados do século XIX para se referir a inovações de variados tipos, sendo difícil encontrar uma definição e uma origem coesa ao movimento artístico, de modo que é comum a preferência de muitos pesquisadores pelo plural modernismos. O historiador Peter Burke admitiu ser "mais fácil exemplificar do que definir modernismo". 

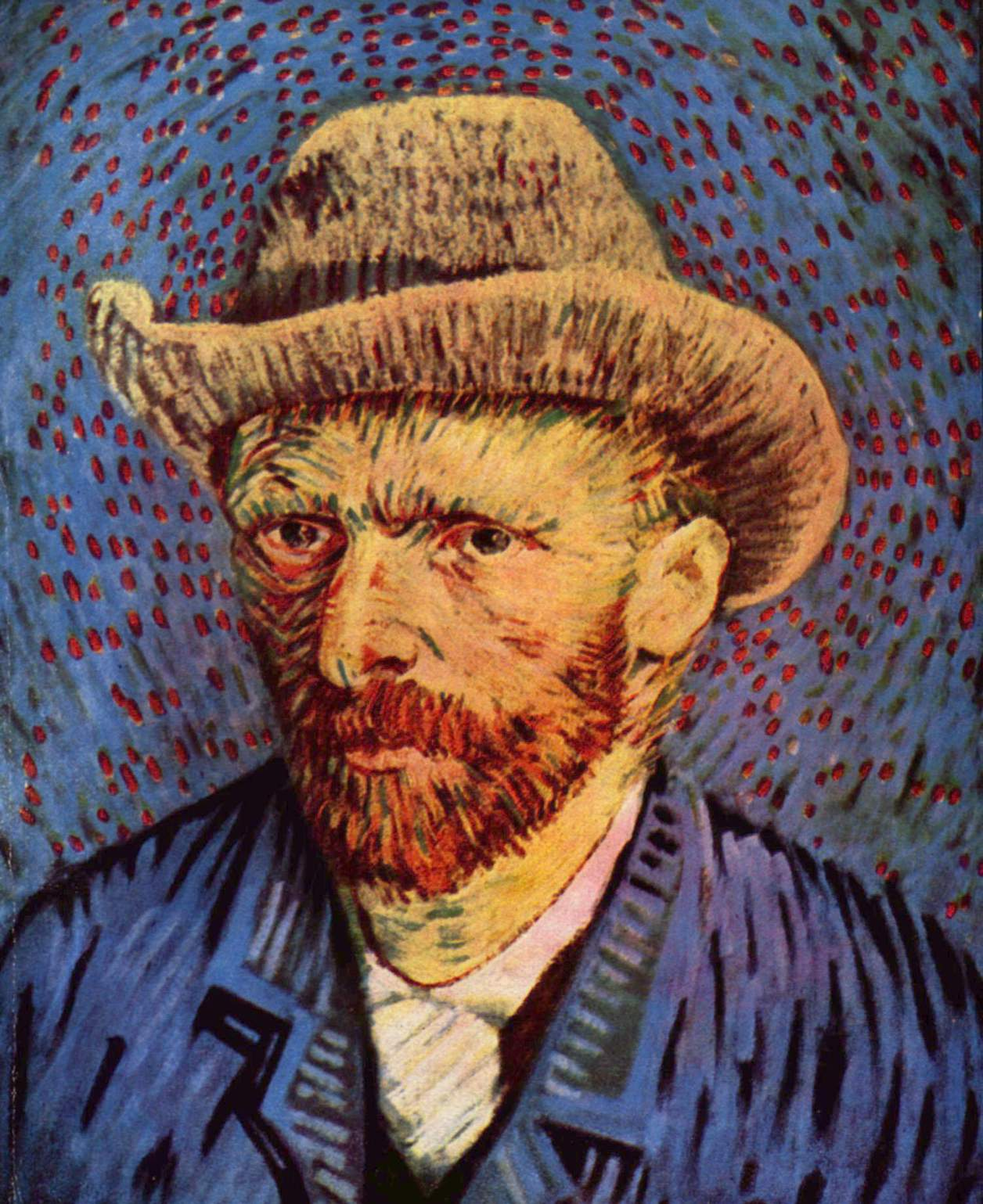
Vincent van Gogh é um dos principais representantes da renovação estética nas artes do fim do século XIX.

A primeira metade do século XIX na Europa foi marcada por uma série de guerras e revoluções turbulentas, as quais gradualmente traduziram-se em um conjunto de doutrinas, atualmente identificadas como movimento romântico, focado na experiência individual subjetiva, na supremacia da Natureza como um tema padrão na arte, meios de expressão revolucionários ou radicais e na liberdade do indivíduo. Em meados do século, entretanto, uma síntese destas ideias e formas de governo estáveis surgiram. Chamada de vários nomes, esta síntese baseava-se na ideia de que o que era "real" dominou o que era subjetivo. Exemplificada pela realpolitik de Otto von Bismarck, ideias filosóficas como o positivismo e normas culturais agora descritas pela palavra vitoriano.
Fundamental para esta síntese, no entanto, foi a importância de instituições, noções comuns e quadros de referência. Estes inspiraram-se em normas religiosas encontradas no cristianismo, normas científicas da mecânica clássica e doutrinas que pregavam a percepção da realidade básica externa através de um ponto de vista objetivo. Críticos e historiadores rotulam este conjunto de doutrinas como realismo, apesar deste termo não ser universal. Na filosofia, os movimentos positivista e racionalista estabeleceram uma valorização da razão e do sistema.
Contra estas correntes estavam uma série de ideias. Algumas delas eram continuações diretas das escolas de pensamento românticas. Notáveis eram os movimentos bucólicos e revivalistas nas artes plásticas e na poesia (por exemplo, a Irmandade Pré-Rafaelita e a filosofia de John Ruskin). O racionalismo também manifestou respostas do antirracionalismo na filosofia. Em particular, a visão dialética de Hegel da civilização e da história gerou respostas de Friedrich Nietzsche e Søren Kierkegaard, principal precursor do existencialismo. Adicionalmente, Sigmund Freud ofereceu uma visão dos estados subjetivos que envolviam uma mente subconsciente repleta de impulsos primários e restrições contrabalançantes, e Carl Jung combinaria a doutrina de Freud com uma crença na essência natural para estipular um inconsciente coletivo que era repleto de tipologias básicas que a mente consciente enfrentou ou assumiu. Todas estas reações individuais juntas, porém, ofereceram um desafio a quaisquer ideias confortáveis de certeza derivada da civilização, da história ou da razão pura.
Duas escolas originadas na França gerariam um impacto particular. A primeira seria o impressionismo, a partir de 1872, uma escola de pintura que inicialmente preocupou-se com o trabalho feito ao ar livre, ao invés dos estúdios. Argumentava-se que o ser humano não via objetos, mas a própria luz refletida pelos objetos. O movimento reuniu simpatizantes e, apesar de divisões internas entre seus principais membros, tornou-se cada vez mais influente. Foi originalmente rejeitado pelas mais importantes exposições comerciais do período - o governo patrocinava o Salon de Paris (Napoleão III viria a criar o Salon des Refusés, que expôs todas as pinturas rejeitadas pelo Salon de Paris). Enquanto muitas obras seguiam estilos padrão, mas por artistas inferiores, o trabalho de Claude Monet atraiu tremenda atenção e abriu as portas do mercado da arte para o movimento.
A segunda escola seria o simbolismo, marcado pela crença de que a linguagem é um meio de expressão simbólico em sua natureza, e que a poesia e a prosa deveriam seguir conexões que as curvas sonoras e a textura das palavras pudessem criar. Tendo suas raízes em As Flores do Mal, de Baudelaire, publicado em 1857, poetas Arthur Rimbaud, Conde de Lautréamont e Stéphane Mallarmé seriam de particular importância para o que aconteceria dali a frente.
Ao mesmo tempo, forças sociais, políticas e econômicas estavam trabalhando de forma a eventualmente serem usadas como base para uma forma radicalmente diferente de arte e pensamento.
Encabeçando este processo estava a industrialização, que produziu obras como a Torre Eiffel, que superou todas as limitações anteriores que determinavam o quão alto um edifício poderia ser e ao mesmo tempo possibilitava um ambiente para a vida urbana notadamente diferente dos anteriores. As misérias da urbanização industrial e as possibilidades criadas pelo exame científico das disciplinas seriam cruciais na série de mudanças que abalariam a civilização europeia, que, naquele momento, considerava-se tendo uma linha de desenvolvimento contínua e evolutiva desde a Renascença.
A marca das mudanças que ocorriam pode ser encontrada na forma como tantas ciências e artes são descritas em suas formas anteriores ao século XX pelo rótulo "clássico", incluindo a física clássica, a economia clássica e o ballet clássico.

### Características e traços comuns
Apesar da dificuldade de precisar uma definição para o movimento, alguns pesquisadores procuraram encontrar as características que seriam marcantes e generalizáveis às diversas expressões artísticas que costumamos denominar de modernistas. 
Peter Burke acredita que eram dois os aspectos que unificavam os modernistas dos mais variados campos artísticos: o que o autor denominou de "fascínio pela heresia", ou seja, as rupturas formais que provocaram inovações e foram tomadas por revolucionárias; e o empenho contínuo com o exame e a exploração do eu.
Para Malcolm Bradbury e James McFarlane a expansão do fenômeno modernista se deu em inúmeras nações. A "amplitude geográfica", assim, seria uma das características do movimento, que não se restringiu a uma única região do globo. Entretanto, Bradbury ressalta que este foi um fenômeno tipicamente urbano, sobretudo envolvendo cidades conhecidas por sua história de trocas culturais e linguísticas, mencionando centros como Berlim, Viena, Praga, Moscou, São Petersburgo, Paris, Zurique, Londres, Nova York e Chicago. As experiências de intercâmbio humano, cultural e a variada rede de instituições ligadas à cultura (como museus, editoras, bibliotecas, livrarias, teatros e revistas), além da disponibilidade do patronato cultural, seriam algumas das razões destacadas para essa relação. 

### O advento do modernismo (1890-1910)
Em princípio, o movimento pode ser descrito genericamente como uma rejeição da tradição e uma tendência a encarar problemas sob uma nova perspectiva baseada em ideias e técnicas atuais. Daí Gustav Mahler considerar a si próprio um compositor "moderno" e Gustave Flaubert ter proferido sua famosa frase "É essencial ser absolutamente moderno nos seus gostos". A aversão à tradição pelos impressionistas faz destes um dos primeiros movimentos artísticos a serem vistos, em retrospectiva, como "moderno". Na literatura, o movimento simbolista teria uma grande influência no desenvolvimento do modernismo, devido ao seu foco na sensação. Filosoficamente, a quebra com a tradição por Friedrich Nietzsche e Sigmund Freud provê um embasamento chave do movimento que estaria por vir: começar de novo princípios primários, abandonando as definições e sistemas prévios. Esta tendência do movimento em geral conviveu com as normas de representação do fim do século XIX; frequentemente seus praticantes consideravam-se mais reformadores do que revolucionários.
Começando na década de 1890 e com força bastante grande daí em diante, uma linha de pensamento passou a defender que era necessário deixar completamente de lado as normas prévias, e em vez de meramente revisitar o conhecimento passado à luz das técnicas atuais, seria preciso implantar mudanças mais drásticas. Cada vez mais presente integração entre a combustão interna e a industrialização; e o advento das ciências sociais na política pública. Nos primeiros quinze anos do século XX, uma série de escritores, pensadores e artistas fizeram a ruptura com os meios tradicionais de se organizar a literatura, a pintura, a música - novamente, em paralelo às mudanças nos métodos organizacionais de outros campos. O argumento era o de que se a natureza da realidade mesma estava em questão, e as suas restrições, as atividades humanas até então comuns estavam mudando, então a arte também deveria mudar.

### Artistas que fizeram parte do modernismo

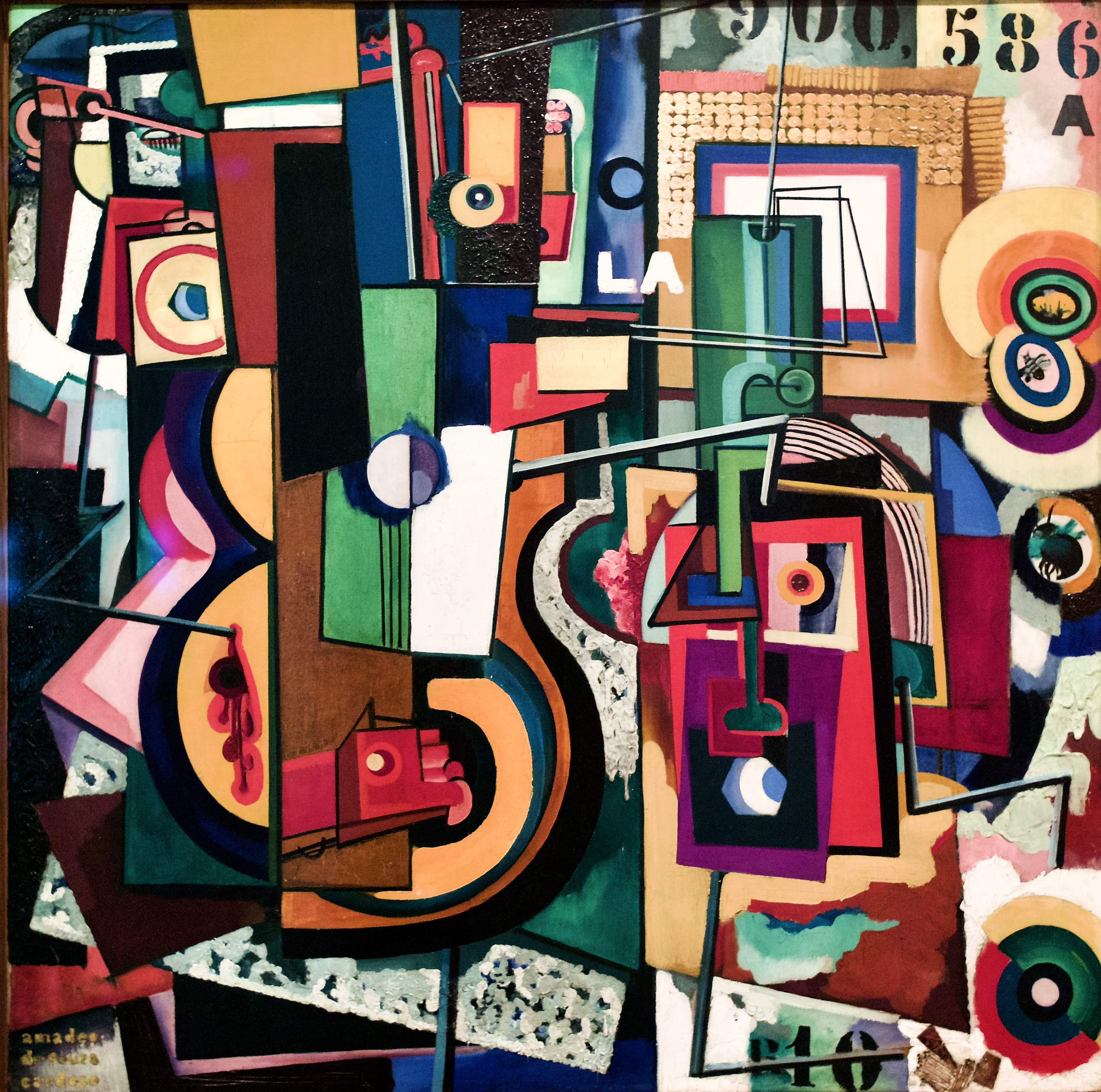
Amadeo de Souza-Cardoso, Untitled (1917)

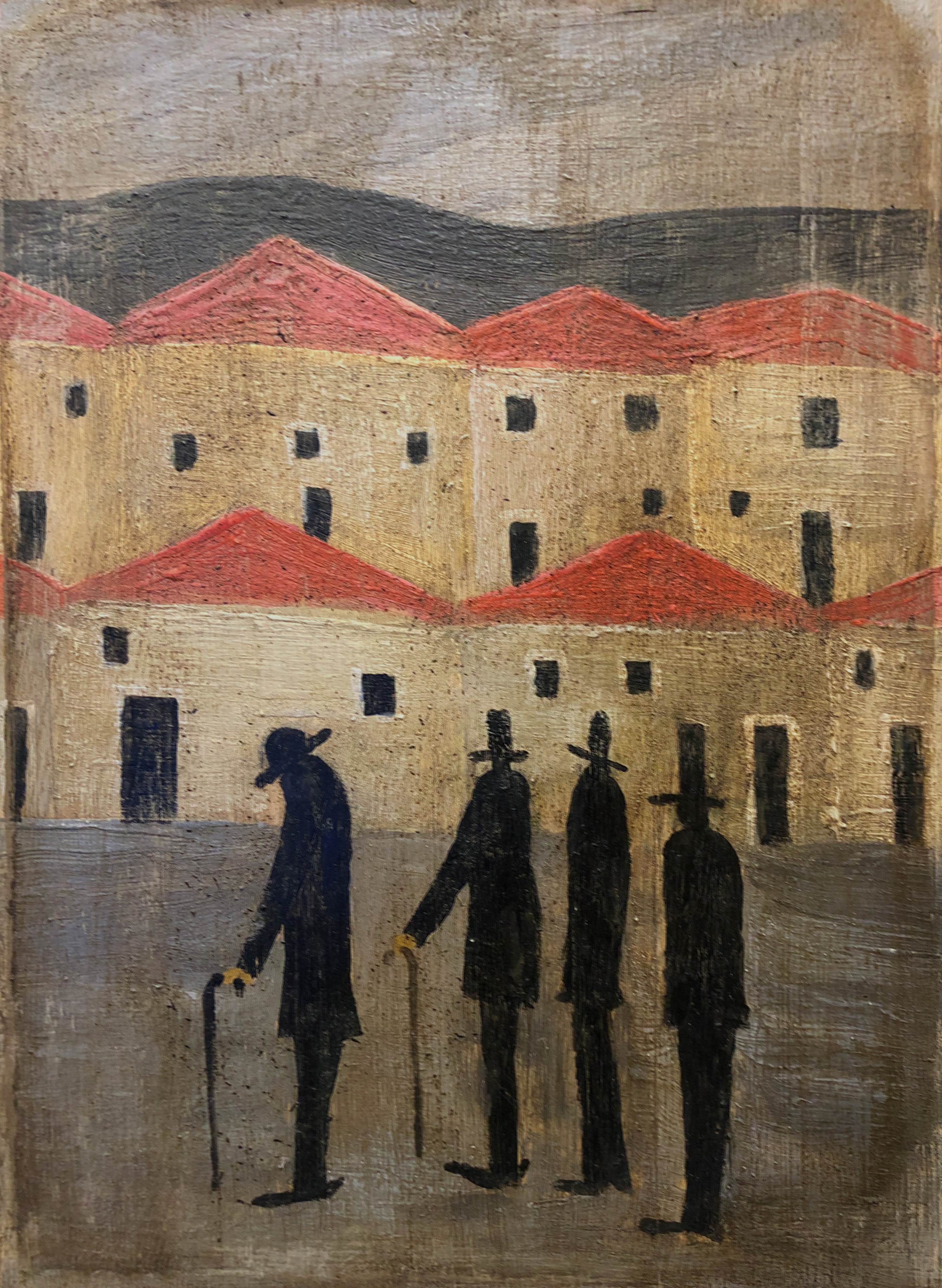
Dominguez Alvarez, Casario e quatro figuras (c.1931-1934)

Alguns marcos são as músicas de Arnold Schönberg, as experiências pictóricas de Wassily Kandinsky que culminariam na fundação do grupo Der Blaue Reiter em Munique e o advento do cubismo através do trabalho de Picasso e Georges Braque em 1908 e dos manifestos de Guillaume Apollinaire, além, é claro, do expressionismo inspirado em Vincent van Gogh e do futurismo.
Bastante influentes nesta onda de modernidade estavam as teorias de Freud, o qual argumentava que a mente tinha uma estrutura básica e fundamental, e que a experiência subjetiva era baseada na relação entre as partes da mente. Toda a realidade subjetiva era baseada, de acordo com as ideias freudianas, na representação de instintos e reações básicas, através dos quais o mundo exterior era percebido. Isto representou uma ruptura com o passado, quando se acreditava que a realidade externa e absoluta poderia impressionar ela própria o indivíduo, como dizia por exemplo, a doutrina da tabula rasa de John Locke.
Entretanto, o movimento moderno não era meramente definido pela sua vanguarda mas também pela linha reformista aplicada às normas artísticas prévias. Esta procura pela simplificação do discurso é encontrada no trabalho de Joseph Conrad. Nota-se em Mário de Andrade, com suas restrições à Poesia Pau-Brasil que não o tornam absolutamente um vanguardista. As consequências das comunicações modernas, dos novos meios de transporte e do desenvolvimento científico mais rápido começaram a se mostrar na arquitetura mais barata de se construir e menos ornamentada, e na redação literária, mais curta, clara e fácil de ler. O advento do cinema e das "figuras em movimento" na primeira década do século XX possibilitaram ao movimento moderno uma estética que era única, e novamente, criaram uma conexão direta com a necessidade percebida de se estender à tradição "progressiva" do fim do século XX, mesmo que isto entrasse em conflito com as normas estabelecidas.
O movimento ficou conhecido em Portugal a partir de duas exposições: a primeira, em 1915, ocorreu no Porto, tendo sido chamada de Humoristas e Modernistas; as segundas, em 1916, em Lisboa e no Porto, de Amadeu de Souza-Cardoso. O país, que entrara no século agarrado a uma pintura naturalista e romântica em que artistas como José Malhoa eram a referência, reagiu violentamente ao movimento. A nova estética internacional, desconhecida no país, estava a ser mostrada por artístas que tinham estado em Paris. Dominguez Alvarez é considerado um dos mais fascinantes artistas do "segundo modernismo português" e apesar de ter exposto uma única vez individualmente em vida, em 1936 no Porto, após da sua morte com 36 anos (1942), teve o tardio reconhecimento.
A tentativa de reproduzir o movimento das imagens com palavras surgiu primeiramente com o futurismo de Filippo Tommaso Marinetti, na Itália, que publicou o primeiro manifesto no ano de 1909. Baseados nas experiências de Serguei Eisenstein no cinema, os cubo-futuristas russos, como Vladimir Maiakovski conseguiram subsequentemente concretizar esta intenção dos primeiros futuristas. 
Após o futurismo, surgem várias vanguardas na literatura e na poesia, como o expressionismo e o cubismo, importados das artes plásticas, o dadaísmo e o surrealismo, a partir da relação com a estética de escritores e poetas da segunda metade do século XIX, com suas novas formas de explorar a psique humana e com a linguagem verbal.
No entanto, muito influenciada pelas ideias do futurismo, surge também uma linha do movimento moderno que rompeu com o passado ainda a partir da primeira década do século XX de forma mais branda que as vanguardas, e tentou redefinir as várias formas de arte de uma maneira menos radical. Seguindo esta linha mais branda vieram escritores de língua inglesa como Virginia Woolf, James Joyce (que depois tornou-se mais radical e mais próximo das vanguardas), T. S. Eliot, Ezra Pound (com ideias claramente próximas ao futurismo), Wallace Stevens, Joseph Conrad, Marcel Proust, Gertrude Stein, Wyndham Lewis, Hilda Doolittle, Marianne Moore, Franz Kafka e William Faulkner. Compositores como Arnold Schönberg e Igor Stravinsky representaram o moderno na música. Artistas como Picasso, Henri Matisse, Piet Mondrian, os surrealistas, entre outros, o representaram nas artes plásticas, enquanto arquitetos como Le Corbusier, Ludwig Mies van der Rohe, Walter Gropius e Frank Lloyd Wright trouxeram as ideias modernas para a vida urbana cotidiana. Muitas figuras fora do modernismo nas artes foram influenciadas pelas ideias artísticas, por exemplo John Maynard Keynes era amigo de Virginia Woolf e outros escritores do grupo de Bloomsbury.  